# Ulrich Neckel
Ulrich Neckel (ur. 23 stycznia 1898 w Carlsruhe, zm. 11 maja 1928 w Arco) – as myśliwski niemieckich sił lotniczych Luftstreitkräfte z 30 potwierdzonymi  zwycięstwami w I wojnie światowej, dowódca Jagdstaffel 6.
Ulrich Neckel służbę wojskową rozpoczął na ochotnika w sierpniu 1914. Po przejściu szkolenia został przydzielony do 24 Pułku Artylerii Polowej (Holsztyński) i służył w nim na froncie wschodnim od stycznia 1915. Do lotnictwa został przeniesiony w listopadzie 1916 i po odbyciu szkolenie w Gocie został przydzielony do jednostki lotniczej FFA 25 walczącej wówczas na froncie wschodnim. W jednostce służył od stycznia do sierpnia 1917, kiedy to został skierowany do szkoły lotniczej Jastaschule Valenciennes. Po miesięcznym szkoleniu pilotażu na samolotach myśliwskich został we wrześniu przydzielony do eskadry Jasta 12.
Pierwsze zwycięstwo odniósł 21 września 1917, do kwietnia 1918 miał już na swoim koncie 10 potwierdzonych zwycięstw i został awansowany na podporucznika. We wrześniu 1918 po krótkiej służbie w Jagdstaffel 19 został mianowany dowódcą należącej wówczas do Jagdgeschwader 1 (1917–1918) eskadry myśliwskiej Jagdstaffel 6.
8 listopada 1918 po odniesieniu swojego 30. zwycięstwa został odznaczony przedostatnim nadanym najwyższym odznaczeniem wojskowym Cesarstwa, Pour le Mérite.
Ulrich Neckel zmarł 11 maja 1928 w sanatorium w Arco we Włoszech na gruźlicę, którą zaraził się kilka lat wcześniej. Został pochowany na cmentarzu Invalidenfriedhof w Berlinie.

## Odznaczenia
- Pour le Mérite – 8 listopada 1918
- Krzyż Żelazny I Klasy
- Krzyż Żelazny II Klasy